# Carl Gottlob Moráwek
Carl Gottlob Moráwek (15. srpna 1816, Žitava – 1. ledna 1896, Žitava) byl německý umělecký zahradník a vlastivědný badatel; potomek českých exulantů. Moráwek byl jedním z největších znalců Žitavy a jejího okolí.

## Život

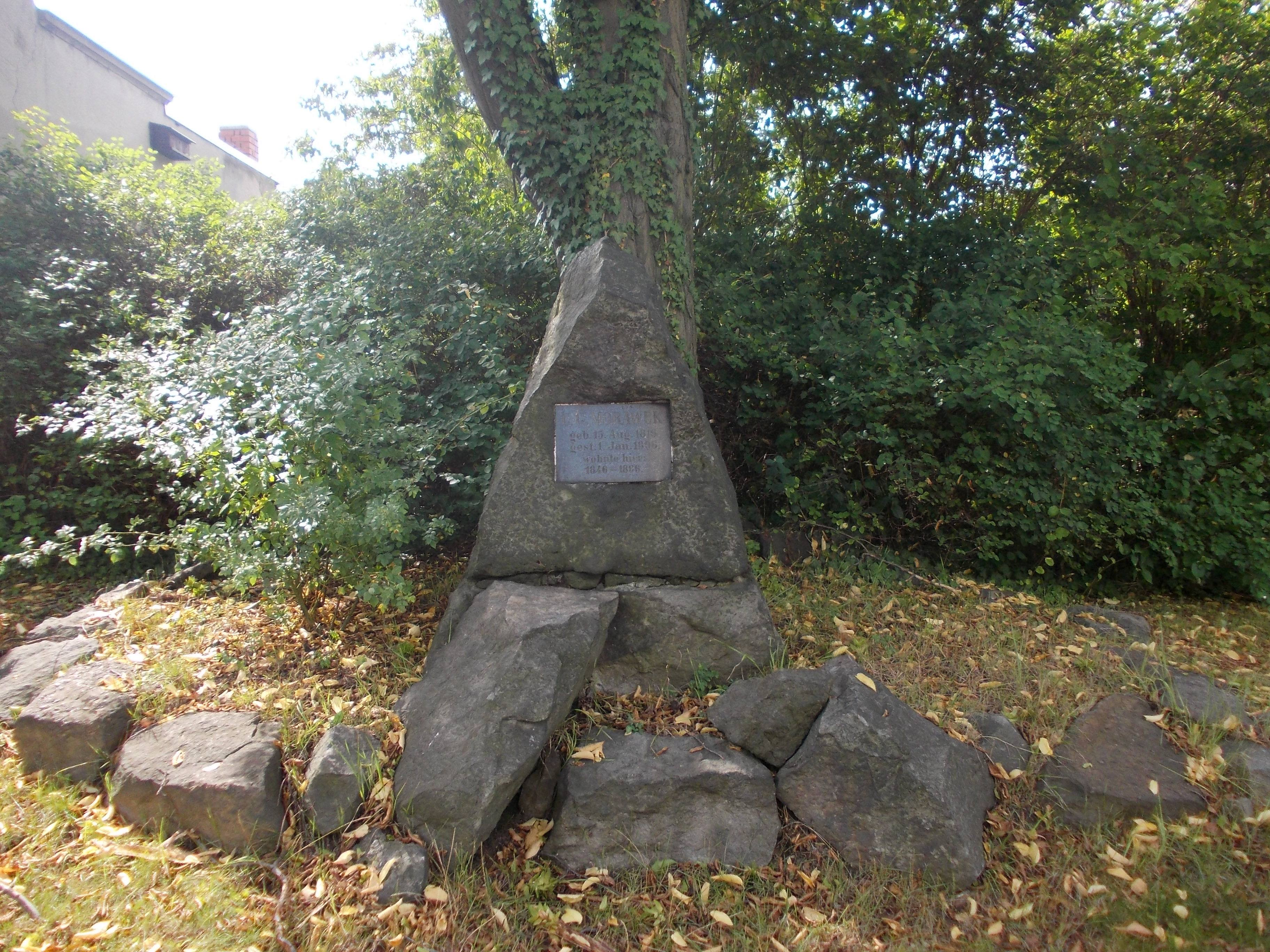
Moráwkův pamětní kámen v Žitavě

Carl Gottlob Moráwek se narodil 15. srpna 1816 v Žitavě. Po otci pocházel z české exulantské rodiny, jejíž předkové připutovali v 17. století do města společně s mnoha dalšími evangelickými uprchlíky. V letech 1823–1830 navštěvoval zdejší městskou školu. Svým zaměstnáním byl uměleckým zahradníkem. Pamětní kámen v místě jeho někdejšího zahradního pozemku v dnešní Moráwkově ulici (Morawekstraße) připomíná, že zde žil v letech 1846–1896. Zatímco v týdnu pracoval jako zahradník, ve svém volném čase se zabýval historií Žitavy a okolních obcí. Systematicky shromažďoval historické zprávy a data, coby nadšený a fundovaný badatel v této oblasti byl často označován za
„živou kroniku“. Moráwek působil v místním vzdělávacím spolku. Publikoval (většinou vlastním nákladem) četné vlastivědné spisy a o místopisu Žitavy a okolí také často přednášel. Jeho dvoudílný spis Zittavia oder: Zittau in seiner Vergangenheit und Gegenwart, vydaný v letech 1848–1849, patří dodnes ke standardním dílům o dějinách tohoto města. Poučně a zajímavě napsaná je rovněž jeho „Historie české evangelické exulantské obce v Žitavě“. Carl Gottlob Moráwek zemřel 1. ledna 1896. Jeho pozůstalost je součástí sbírek knihovny Christiana Weise a Městských muzeí v Žitavě. V jeho rodném městě a v obci Hörnitz jsou po něm pojmenovány ulice. Na promenádě na náměstí Karla Liebknechta se nachází Moráwkův pomník, busta byla restaurována v roce 2014. U příležitosti 200. výročí jeho narození se konala výstava Městských muzeí a Žitavského historického a muzejního spolku. Na podnět tohoto spolku byla na Moráwkův pamětní kámen připevněna restaurovaná pamětní deska.

## Výběrová bibliografie
- Das Raubschloß Oybin bei Zittau im Jahr 1347. Romantische Erzählung aus dem 14. Jahrhundert, Zittau 1839/40.
- Geschichte der böhmisch-evangelischen Exulantengemeinde in Zittau, sowie ihrer Prediger und Jugendlehrer von 1621-1847. Zittau: [s.n.], 1847. [6], 146 s.
- Zittavia oder: Zittau in seiner Vergangenheit und Gegenwart / in Bildern dargestellt und hrsg. von Moritz Gabriel. Mit einem chronologisch-geschichtlichen Text begleitet von Carl Gottlob Moráwek, Theil 1 (1848), Theil 2 (1849). Dostupné online
- Geschichte von Pethau und Zittel als zwei der kleinsten zur Stadt Zittau gehörigen Dörfern, Zittau 1852.
- Einige Nachrichten über die in Zittau und der Umgegend befindlichen Kreuz- und Denksteine,: welche an Wegen und öffentlichen Plätzen zu finden sind, Zittau 1854.
- Jubelfestbuch der Stadt Zittau. Zur Erinnerung an den 19. und 20. August 1855, als an die Jubelfeier der Erhebung Zittaus zur Stadt durch König Ottokar II. von Böhmen, Löbau 1855.
- Geschichte von Friedersdorf, Gießmannsdorf und Zittel, Zittau 1863.
- Geschichte von Bertsdorf bei Zittau, Zittau 1867.
- Dorfchronik. Geschichte der um Zittau liegenden Ortschaften Hasenberg, Eckartsberg, Radgendorf, Drausendorf, Kleinschönau, Groß- und Kleinporitsch, Luptin und Hartau, Zittau 1874.
- Die Kirche zu St. Petri und Pauli in Zittau nebst Nachrichten über das sonst dabei befindliche Franziskanerkloster. Geschichtliche Erinnerungsblätter aus dem kirchlichen Leben der Stadt, Zittau 1882.
- Jahrbuch der Geschichte der Armbrust- und Schützen-Gesellschaft zu Zittau mit theilweiser Beziehung auf die Schützen-Gesellschaften der Oberlausitz, Böhmens und Schlesiens. Eine Fest- und Denkschrift zum 300jährigen Verfassungs-Jubiläum der Schützen-Gesellschaft zu Zittau vom 29. Juni bis 1. Juli 1884, Zittau 1884.
- Zur Geschichte der Juden sowie ihrer Straße und deren Bewohner in Zittau. Zittau: Richard Menzel, 1884. 36 s.
- Die Dreifaltigkeitskirche zu Zittau, in Sage, Geschichte und Bild, Zittau 1891.